# Terence Rattigan
Pour les articles homonymes, voir Rattigan.
Terence Rattigan, de son nom complet Terence Mervyn Rattigan, né le 10 juin 1911 au 100 Cornwall Gardens à South Kensington, à Londres, et mort le 30 novembre 1977 à Hamilton, dans les Bermudes, est un dramaturge et un scénariste de cinéma britannique, parmi les plus populaires du XXe siècle. Il est né à Londres d'ascendance irlandaise, et a fréquenté Harrow et le Trinity College d'Oxford. La plupart de ses pièces ont pour cadre social la haute bourgeoisie.

## Vie et carrière
Rattigan connut rapidement le succès avec ses pièces, à commencer avec la comédie L'Écurie Watson (French Without Tears) en 1936, dont l'action se déroule dans une boîte à bac. La volonté qu'avait Rattigan d'écrire une pièce plus sérieuse engendra After the Dance (1939), un drame social satirique ayant pour sujet la génération montante et l'incapacité de celle-ci à s'engager politiquement. Le déclenchement de la Seconde Guerre mondiale vint saboter la tournée de représentations, qui n'eut pas l'occasion de durer bien longtemps. Après la guerre, Rattigan alterna les comédies et les drames, qui lui permirent de s'établir comme un dramaturge de premier plan. Parmi ses pièces d'alors, on trouve The Winslow Boy (1946), La Version de Browning (The Browning Version, 1948), Bonne fête, Esther (The Deep Blue Sea, 1952), ainsi que Tables séparées (Separate Tables, 1954).
Rattigan croyait aux émotions discrètes et au travail finement ciselé, choses qui furent jugées désuètes après le succès soudain de La Paix du dimanche (Look Back in Anger), la pièce de John Osborne, en 1956. C'est non sans une certaine amertume que Rattigan ressentit la défaveur qu'il devait connaître alors auprès de la critique. En témoignent, des entretiens dans lesquels il se montre bourru et qui ne font que confirmer son inimitié vis-à-vis du monde moderne. Ses pièces ultérieures, Lawrence d'Arabie (Ross), Man and Boy, In Praise of Love, et Cause célèbre ne montrent cependant aucun faiblissement de son talent.
Homosexuel, Rattigan eut un grand nombre de liaisons, mais on ne lui connaît aucune relation durable. D'aucuns ont prétendu que son œuvre était pour l'essentiel autobiographique et qu'elle contenait des références codées à sa sexualité, qu'il ne divulguait qu'aux plus proches de ses amis. Il y a là une certaine vérité, mais qui risque d'être grossièrement réductrice. Par exemple, le fait que l'on prétende que Bonne fête, Esther (The Deep Blue Sea) fut à l'origine écrite par Rattigan comme une pièce traitant des amours masculines, et qu'il l'a au dernier moment transformée en pièce hétérosexuelle, est sans réel fondement. Ses personnages féminins sont conçus comme des femmes et en aucune façon comme des « travestis ».
En 1962, Rattigan fut, au cours d'un examen médical, diagnostiqué comme leucémique. Rétabli au bout de deux ans, il tomba de nouveau malade en 1968. Ce que l'on appelle le Swinging London des années 1960 ne lui plaisait guère, aussi partit-il s'installer aux Bermudes, où il put mener une vie sans problèmes grâce à ce que lui rapportait l'écriture de scénarios, notamment celle de Hôtel International (The V.I.P.s) et de La Rolls-Royce jaune (The Yellow Rolls-Royce). Pendant un certain temps, Rattigan fut, il est vrai, le scénariste le mieux payé au monde.
Il fut anobli en 1971 et, alors, revint en Grande-Bretagne, où il put jouir d'un léger regain d'intérêt, qui devait de peu précéder sa mort, survenue en 1977. C'est un cancer des os qui devait l'emporter, alors qu'il était âgé de 66 ans.
Quinze ans après sa mort, en grande partie grâce à une nouvelle production de The Deep Blue Sea, à l'Almeida Theatre de Londres et sous la direction de Karel Reisz, Rattigan fut de plus en plus perçu comme l'un des dramaturges les plus sensibles du XXe siècle, un chorégraphe maître des émotions, et un Vésale de la souffrance morale. Une série de nouvelles productions de ses œuvres suivit, avec Man and Boy au Duchess Theatre de Londres en 2005, avec David Suchet dans le rôle de Gregor Antonescu, In Praise of Love au Chichester Festival Theatre, également Tables séparées (Separate Tables) présenté au Royal Exchange, Manchester, en 2006. Sa pièce retraçant les derniers jours de l'amiral Nelson, A Bequest to the Nation ressortit pour Radio 4 et Trafalgar 200, avec Janet McTeer dans le rôle de Lady Hamilton, Kenneth Branagh en Nelson, et Amanda Root dans le rôle de Lady Nelson.

## Pièces
- 1934 : First Episode (coécrite avec Philip Heimann)
- 1936 : L'Écurie Watson (French Without Tears)
  - trad.fr.: Terence Rattigan, L'Écurie Watson, adapt. Pierre Fresnay et Maurice Sachs, La Petite Illustration « coll. La Petite Illustration théâtrale, n° 422 », 1937
- 1939 : After the Dance
- 1940 : Follow My Leader (coécrite avec Anthony Maurice [i.e. Tony Goldschmidt])
- 1940 : Grey Farm (coécrite avec Hector Bolitho)
- 1942 : Flare Path
- 1943 : While the Sun Shines
  - Tant que le soleil brille, trad. Catherine Romensky et Jean-Joël Huber, Éditions du Brigadier, 2024
- 1944 : Love in Idleness
- 1946 : The Winslow Boy
- 1948 : Playbill (comprenant Harlequinade et La Version de Browning (The Browning Version)
  - trad.fr.: Terence Rattigan, La Version de Browning, trad. Séverine Magois, Besançon, Les Solitaires intempestifs, 2004,  (ISBN 2-84681-126-1)
- 1949 : Adventure Story
- 1950 : A Tale of Two Cities (d'après Dickens, coadaptée avec John Gielgud)
- 1950 : Who is Sylvia ?
- 1952 : Bonne fête, Esther (The Deep Blue Sea)
  - trad.fr. : Bonne fête Esther : Pièce en 3 actes de Terence Rattigan, adapt. Constance Coline, Paris, 1954
  - La douceur du néant, adaptation française de Stéphane Laporte, Éditions du Brigadier, 2023
- 1953 : The Sleeping Prince
- 1954 : Tables séparées (Separate Tables) (comprenant Table By the Window et Table No. 7)
- 1958 : Variation on a Theme
- 1960 : Lawrence d'Arabie (Ross)
  - trad.fr.: Terence Rattigan, Lawrence d'Arabie, adapt. Paul Quentin, Paris « coll. Paris théâtre, n° 177 », , 1962
- 1960 : Joie de vivre (coécrite avec Robert Stolz et Paul Dehn)
- 1963 : Man and Boy
- 1970 : A Bequest to the Nation
- 1973 : In Praise of Love (comprenant After Lydia et Before Dawn)
- 1976 : Duologue (adaptation pour la scène de All On Her Own, cfr. ci-dessous)
- 1977 : Cause célèbre

## Filmographie
Comme scénariste (scénarios et/ou adaptations de ses pièces)
- 1936 : The Belles of St. Clements d'Ivar Campbell (scénario)
- 1937 : Gypsy de Roy William Neill (scénario)
- 1940 : En français, messieurs (French Without Tears) d'Anthony Asquith (scénario)
- 1941 : Mariage sans histoires (Quiet Wedding) d'Anthony Asquith (scénario)
- 1942 : Uncensored d'Anthony Asquith (scénario)
- 1942 : Riposte à Narvik (The Day Will Dawn) de Harold French (scénario)
- 1944 : English Without Tears de Harold French (scénario)
- 1945 : Le Chemin des étoiles (The Way to the Stars) de Anthony Asquith (scénario - histoire)
- 1946 : La Grande Aventure (Journey Together) de John Boulting (histoire)
- 1947 : Le Gang des tueurs (Brighton Rock) de John Boulting (scénario)
- 1947 : Erreurs amoureuses (While the Sun Shines) d'Anthony Asquith (pièce - scénario)
- 1948 : Winslow contre le roi (The Winslow Boy) d'Anthony Asquith (pièce - scénario)
- 1948 : Bond Street de Gordon Parry (scénario)
- 1950 : BBC Sunday Night Theatre, épisode : Adventure Story (épisode tv - scénario)
- 1951 : BBC Sunday Night Theatre, épisode : The Final Test (épisode tv - scénario)
- 1951 : L'Ombre d'un homme (The Browning Version) d'Anthony Asquith (pièce - scénario)
- 1952 : Le Mur du son (The Sound Barrier) de David Lean (scénario)
- 1953 : Das Abschiedsgeschenk de Werner Völger (tv – pièce The Browning Version)
- 1953 : The Final Test d'Anthony Asquith (scénario)
- 1955 : L'Autre Homme (The Deep Blue Sea) d'Anatole Litvak (pièce - scénario)
- 1955 : Lux Video Theatre (en), épisode : The Browning Version de Earl Eby (épisode tv - pièce)
- 1955 : L'Homme qui aimait les rousses (The Man Who Loved Redheads) de Harold French (pièce Who is Sylvia ? - scénario)
- 1955 : The Browning Version (tv - scénario)
- 1956 : El Mar profundo y azul de Luis Mottura (tv – pièce The Deep Blue Sea)
- 1956 : Das Abschiedsgeschenk de Trude Kolman (tv - pièce The Browning Version)
- 1957 : Le Prince et la Danseuse (The Prince and the Showgirl) de Laurence Olivier (scénario - pièce The Sleeping Prince)
- 1958 : ITV Television Playhouse, épisode : The Browning Version (épisode tv - pièce)
- 1958 : The DuPont Show of the Month, épisode : The Winslow Boy d'Alex Segal (épisode tv - pièce)
- 1958 : Tables séparées (Separate Tables) de Delbert Mann (pièce - scénario)
- 1958 : Skuggan av en man de Gösta Folke (tv – pièce The Browning Version)
- 1958 : The Winslow Boy (tv - scénario)
- 1959 : Pojken Winslow de Gustaf Molander (tv - scénario)
- 1959 : The DuPont Show of the Month, épisode : The Browning Version de John Frankenheimer (épisode tv - pièce)
- 1960 : Diana går på jakt de Jan Molander (tv - pièce)
- 1962 : Rien que la vérité de Claude Loursais (tv, pièce Heart to heart)
- 1962 : Handen på hjärtat de Jan Molander (tv, pièce Heart to Heart)
- 1962 : Van man tot man (tv - pièce)
- 1962 : Parlez-vous français ? de Franz Reichert (tv - scénario)
- 1962 : Das Abschiedsgeschenk de Karl Fruchtmann (tv, pièce The Browning Version)
- 1962 : De Grote veroveraar de Peter Koen (tv - pièce)
- 1962 : Lockende Tiefe de Raoul Wolfgang Schnell (tv - pièce)
- 1962 : Luottamuksella de Sirppa Sivori-Asp (tv – pièce Heart to Heart)
- 1962 : Heart to Heart (tv - scénario)
- 1962 : The Largest Theatre in the World : Heart to Heart (tv - scénario)
- 1963 : Hôtel International (The V.I.P.s) d'Anthony Asquith (scénario)
- 1964 : La Rolls-Royce jaune (The Yellow Rolls-Royce) d'Anthony Asquith (scénario)
- 1966 : ITV Play of the Week, épisode : The Browning Version (épisode tv, pièce The Browning Version)
- 1966 : ITV Play of the Week, épisode : Nelson: A Study in Miniature (épisode tv - scénario)
- 1966 : ITV Television Playhouse, épisode : Variations on a Theme (épisode tv - scénario)
- 1966 : Nelson: A Study in Miniature (tv - scénario)
- 1967 : Estudio 1, épisode : Mesas separadas (épisode tv - pièce)
- 1968 : An Einzeltischen (tv, pièce Separate Tables)
- 1968 : ITV Playhouse, épisode : Who Is Sylvia ? (épisode tv - scénario)
- 1968 : A Touch of Venus (série tv - scénario)
- 1969 : Goodbye, Mr. Chips de Herbert Ross (scénario - remake du film de Sam Wood)
- 1969 : Lawrence d'Arabia (tv, pièce Ross)
- 1970 : Play of the Month, épisode : Ross (épisode tv - pièce)
- 1970 : Play of the Month, épisode : Separate Tables (épisode tv - pièce)
- 1970 : Estudio 1, épisode : El chico de los Winslow (épisode tv - pièce)
- 1970 : Francuski bez muke (tv - scénario)
- 1971 : Tiefe blaue See (tv, roman)
- 1972 : Armchair Theatre, épisode : Hot Summer : Do Not Sell (épisode tv - scénario)
- 1973 : Bequest to the Nation (pièce)
- 1973 : Brauningova verzija (tv, play The Browning Version)
- 1974 : Play of the Month, épisode : The Deep Blue Sea (épisode tv - pièce)
- 1974 : Tables séparées(Separate Tables) (tv - scénario)
- 1976 : Play of the Month, épisode : French Without Tears (épisode tv - pièce)
- 1977 : Play of the Month, épisode : The Winslow Boy (épisode tv - pièce)
- 1981 : Uit pure liefde (tv - pièce)
- 1983 : Tables séparées) (Separate Tables) (tv - pièce)
- 1985 : The Browning Version (tv - pièce)
- 1987 : Cause célèbre (tv - pièce)
- 1990 : The Winslow Boy (tv - pièce)
- 1994 : Performance, épisode : The Deep Blue Sea (épisode tv - pièce)
- 1994 : Les Leçons de la vie (The Browning Version) de Mike Figgis (pièce)
- 1999 : L'Honneur des Winslow (The Winslow Boy) de David Mamet (pièce)

Comme acteur
- 1955 : The United States Steel Hour (en), épisode Counterfeit (épisode tv) : Harold

## Distinctions
- Commandeur de l'Ordre de l'Empire britannique (CBE), en juin 1958
- Chevalier, le 7 décembre 1971[2]

## Sources
- (en) Cet article est partiellement ou en totalité issu de l’article de Wikipédia en anglais intitulé « Terence Rattigan » (voir la liste des auteurs).